# Alexe
Alexe, née le 15 octobre 1977, est une dessinatrice française de bandes dessinées.

## Biographie
Après des études musicales, arts plastique, graphisme et 3D, Alexe a travaillé pendant 5 ans dans la publicité et le jeu vidéo comme lead graphiste. Il s'ensuit une activité d'illustratrice puis une expérience de coloriste sur six albums, dont une longue collaboration avec Philippe Xavier (Le Souffle, Paradis Perdu T2 à 4). Alexe est dessinatrice en outre sur la série Lancelot, dont les couleurs sont réalisées par Elodie Jacquemoire et le scénario par Jean-Luc Istin. Elle a été une des figures du mouvement #WomenDoBD sur les réseaux sociaux. En 2013, elle est à l'honneur du festival Crayonantes en réalisant l'affiche de cette édition ainsi qu'une exposition inédite,.

## Œuvres

### Dessinatrice
- Lancelot[5]

1. Tome 1 : Claudas des Terres Désertes, scénario Jean-Luc Istin[6]
2. Tome 2 : Iweret, scénario Olivier Peru
3. Tome 3 : Morgane, scénario Olivier Peru
4. Tome 4 : Arthur, scénario de Jean-Luc Istin et Olivier Peru, couleurs d'Olivier Héban

- La Geste du Chevalier Dragon avec Ange[7],[8]

### Coloriste
1. Paradis Perdu Tomes 2 à 4
2. Paradis Perdu Tomes 2 à 4
3. Les Princes d'Arclan : Lekard
4. Le Souffle : Le feu et le sang
5. Les Légendes de la Table Ronde : Le chevalier noir

Source